# Capão Bonito do Sul
Capão Bonito do Sul este un oraș în Rio Grande do Sul (RS), Brazilia.